# Mario & Luigi: Superstar Saga
Mario & Luigi: Superstar Saga – komputerowa gra fabularna wydana przez Nintendo w 2003 roku na konsolę Game Boy Advance. Tytułowi bracia Mario i Luigi odwiedzają Beanbean Kingdom w celu odzyskania głosu Księżniczki Peach.

## Fabuła
Do Mushroom Kingdom przybywa domniemany królewski urzędnik z Beanbean Kingdom (Fasolowego Królestwa) na audiencję u księżniczki krainy. Okazuje się jednak, że jest nim złowroga wiedźma Cackletta, która wraz ze swym pomocnikiem Fawfulem kradnie cudowny głos Księżniczki Peach. Efektem tego zdarzenia jest to, że słowa księżniczki wybuchają, powodując zniszczenia w królestwie. Toad idzie poinformować Maria i Luigiego, że Cackletta skradła głos księżniczki. Gdy bracia wchodzą do zamku, zauważają swego odwiecznego rywala Bowsera, który ma zamiar porwać księżniczkę, lecz przez jej wybuchową mowę nie może tego dokonać. Bowser więc wnioskuje, że jeśli spowoduje odzyskanie dawnego głosu przez Peach, on będzie miał szansę na jej porwanie. W ten sposób tworzy się zwarta drużyna, czyli Bowser wraz ze swą armią oraz Mario i Luigi, którzy wybierają się do Beanbean Kingdom, aby odzyskać głos księżniczki. Mario, Luigi i Bowser mają do przebycia długą podróż, lecz w jej trakcie napotykają Cacklettę z jej pomocnikiem Fawfulem, którzy niszczą statek i następuje „awaryjne lądowanie” na ziemiach granicznych Mushroom i Beanbean Kingdom. W tym miejscu zaczyna się wielka wędrówka braci Mario.